# IUOMA
International Union of Mail-Artists is een organisatie waarbinnen Mail art kunstenaars actief zijn. Deze vakbond is opgericht in 1988 door de Nederlander Ruud Janssen die al sinds 1980 actief is in het Internationale Mail art netwerk. Het eerste IUOMA-tijdschrift werd gepubliceerd in 1991. In 2002 kreeg de vakbond ook een digitaal platform.